# Gebang Kulon
Gebang Kulon is een bestuurslaag in het regentschap Cirebon van de provincie West-Java, Indonesië. Gebang Kulon telt 5997 inwoners (volkstelling 2010).